# Доспехи Бога 2: Операция Кондор
«Доспехи Бога 2: Операция Кондор» (кит. 飛鷹計劃, англ. Armour of God II: Operation Condor) — кинофильм. Продолжение фильма «Доспехи Бога». Фильм номинировался в 1992 году на Hong Kong Film Awards (гонконгский кинофестиваль) в категории «Лучшая постановка боевых сцен».

## Сюжет
На этот раз у главного героя «Азиатского ястреба» — авантюриста и искателя приключений — новое задание: он должен найти на африканском континенте базу вермахта, где в годы Второй мировой войны нацисты спрятали награбленное золото. Поручает эту работу ему давний знакомый, богатый европейский коллекционер, известный зрителю ещё по первой части. Он передаёт «Азиатскому ястребу» необычный ключ от подземной сокровищницы и финансирует эту экспедицию. Вместе с Джеки в опасное путешествие по Африке он отправляет девушку Аду — специалиста ООН по «чёрному континенту». Кроме того, в путешествие отправляется очаровательная немка Эльза (она ищет своего деда, бывшего офицера вермахта, служившего на той самой загадочной базе в годы Второй мировой войны и пропавшего там же).
С самого начала троицу преследуют неприятности: какие-то арабы пытаются силой забрать у них карту нацистской базы и ключ от сокровищницы. Но Джеки удаётся отстоять эти важные предметы. Наконец, друзья добираются до Африки. Там останавливаются в отеле с хозяином-пройдохой. В гостинице, помимо арабов, трём героям начинают докучать ещё и какие-то бандиты-отморозки. Им тоже нужен ключ от нацистской базы и карта. Джеки и его подругам стоит невероятных усилий избавиться от головорезов — и вот они уже в пустыне. 
Однако, преследователи не отстают. Выясняется что ими руководит парализованный старик Адольф (позже раскроется, что он — бывший нацист, служивший в африканской крепости вместе с дедом Эльзы и тоже хочет заполучить хранящееся там золото). В пустыне «Азиатский ястреб» и его компаньоны подбирают ещё одну девушку с ручным скорпионом. Ночлег они устраивают прямо в пустыне, однако на их лагерь нападают кочевники. Они уводят Эльзу и Аду на рынок невольников, Джеки спешит на помощь и вырывает девушек из лап работорговцев. По пути к нацистской базе четвёрку друзей настигают те самые бестолковые арабы, но их удаётся обвести вокруг пальца.
В конечном счёте «Азиатский ястреб» с девушками добирается до того места, где по карте должна быть крепость нацистов. Выясняется, что её за долгие годы занесло песком, а вход в неё охраняют местные бедуины. После стычки с оными, герои, наконец, проникают в секретные подземелья. 
На базу проникает и банда головорезов во главе с инвалидом-нацистом. Победить бандитов не получается и героям под дулами автоматов приходится открывать хитроумные замки хранилища золота. Проникнув туда, боевики решают избавиться от Джеки и его спутниц, а заодно от собственного предводителя. Тогда старик переходит на сторону Джеки и запирает уже неподконтрольных ему боевиков в сокровищнице. Двум из злодеев, правда, удаётся вовремя смыться, они увязываются за «Азиатским ястребом» и попадают в аэродинамическую трубу (где испытывались перспективные немецкие самолёты), там происходит эффектный поединок. В это время девушки вместе с нацистом попадают в командный пункт базы и нечаянно включают механизм её самоуничтожения. 
Фильм завершается хэппи-эндом: главные герои успевают спастись из нацистской крепости, прежде чем она взрывается. Правда, остаются без золота. На поверхности герои снова встречают злополучную парочку арабов, с которыми теперь общая цель — вода.

## В ролях
| Актёр              | Роль                            |
| ------------------ | ------------------------------- |
| Джеки Чан          | Джеки Кондор «Азиатский ястреб» |
| Кэрол Чэн          | Ада                             |
| Ева Кобо де Гарсия | Эльса                           |
| Сёко Икэда         | Момоко                          |
| Даниэль Минц       | Амон                            |
| Альдо Самбрель     | Адольф (Альдо Брель Санчес)     |
| Божидар Смилянич   | герцог Скапио / Барон Бэннон    |
| Джонатан Исгар     | Таза                            |
| Кен Гудман         |                                 |
| Стив Тарталия      |                                 |
| Винсент Лин        |                                 |

## Названия
Оригинальное название фильма на китайском 飛鷹計劃 можно буквально перевести как План Летающий Орёл (англ. Flying Eagle Plan).

## Триквел
В 2012 году была выпущена третья часть франшизы — «Доспехи Бога 3: Миссия Зодиак». Сценаристом и режиссёром стал сам Джеки Чан, также вновь исполнивший главную роль.